# Achyrolimonia trichoptera
Achyrolimonia trichoptera är en tvåvingeart som först beskrevs av Alexander 1920.  Achyrolimonia trichoptera ingår i släktet Achyrolimonia och familjen småharkrankar. Inga underarter finns listade i Catalogue of Life.